# استو لونگا
استو لونگا (به انگلیسی: Stow Longa) یک روستا و محله مدنی در بریتانیا است که در هانتینگدونشر واقع شده‌است. استو لونگا ۱۴۴ نفر جمعیت دارد.